# Film camerunensi proposti per l'Oscar al miglior film straniero
Il Camerun ha proposto per la prima volta un film per il Premio Oscar nella categoria miglior film straniero nel 1981.
Un secondo film è stato proposto nel 2017 ma non compare nella lista ufficiale dei film presentati.
Fino al 2019 nessun film camerunense ha ricevuto una candidatura per il premio.
| Anno | Film                   | Lingua   | Regia        | Risultato                          |
| ---- | ---------------------- | -------- | ------------ | ---------------------------------- |
| 1981 | Notre fille            | Francese | Daniel Kamwa | Non candidato                      |
| 2017 | Yahan Ameena Bikti Hai | Hindi    | Kumar Raj    | Non presente nella lista ufficiale |

| Non candidato | Il film è stato proposto per la candidatura, ma non è stato selezionato dall'Academy of Motion Picture Arts and Sciences. |
| Short-list    | Il film è entrato nella "short-list" stilata a gennaio dei nove candidati per l'Oscar al miglior film straniero.          |
| Candidato     | Il film è entrato a far parte dei cinque candidati per l'Oscar al miglior film straniero.                                 |
| Vincitore     | Il film ha vinto l'Oscar al miglior film straniero.                                                                       |